# Wings of Tomorrow
「ウイングス・オブ・トゥモロー」 ("Wings of Tomorrow")はストラトヴァリウスの4枚目のシングル。Bluelight Recordsからリリースされた。サードアルバム『ドリームスペース』に収録されている。ティモ・トルキ作曲、アンティ・イコーネン作詞。

## 収録曲
1. "Wings of Tomorrow" (5:15)
2. "Dreamspace" (6:00)
3. "Against the Wind" (3:48)